# Politique en Afrique du Sud
La politique en Afrique du Sud s'inscrit depuis 1910 autour des trois pouvoirs définis par les constitutions successives de l'Afrique du Sud.

## Pouvoir exécutif
De 1910 (South Africa Act) à 1984, le poste de chef de gouvernement était tenu par un Premier ministre alors que la fonction de chef de l'État était purement honorifique et découlait de celui autrefois dévolu au gouverneur-général d'Afrique du Sud (1910-1961).
Depuis 1984, et l'entrée en vigueur de la Constitution de 1983 ainsi que de l'instauration d'un parlement tricaméral, le président est à la fois le chef de l'État et le chef du gouvernement. Les ministres sont désignés par le président. Le poste de Premier ministre est alors supprimé.
Le président est élu par le parlement. Il est généralement le chef du parti majoritaire. La Constitution sud-africaine de 1996 a maintenu ces dispositions (à l'exception du parlement tricaméral).

### Premiers ministres
- 1910 - 1919 : Louis Botha
- 1919 - 1924 : Jan Smuts
- 1924 - 1939 : James Barry Hertzog
- 1939 - 1948 : Jan Smuts
- 1948 - 1954 : Daniel Malan
- 1954 - 1958 : JG Strijdom
- 1958 - 1966 : Hendrik Verwoerd
- 1966 - 1978 : John Vorster
- 1978 - 1984 : Pieter Botha

### Présidents d'État

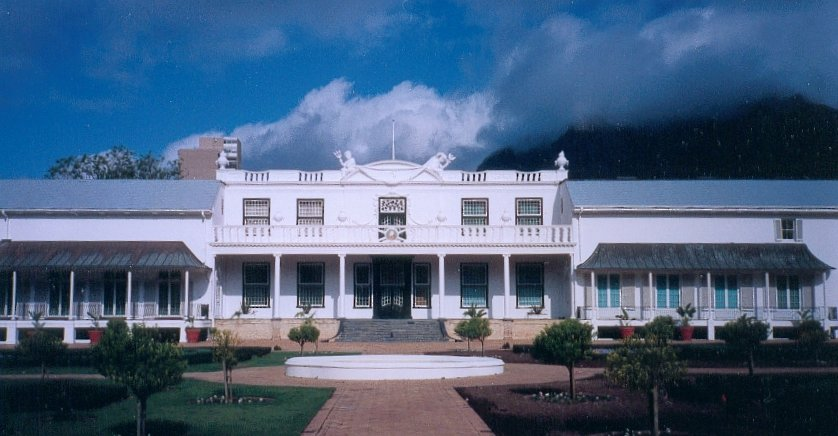
Résidence du chef de gouvernement au Cap

La fonction fut créée en 1961 au moment de la fondation de la république sud-africaine. La fonction présidentielle remplaçait celle qui était dévolue depuis 1910 au gouverneur-général d'Afrique du Sud.
- 1961 - 1967 : Charles Swart
- 1967 - 1967 : Theophilus Donges
- 1967 - 1968 : Jozua François Naudé
- 1968 - 1975 : Jacobus Johannes Fouché
- 1975 - 1978 : Nicolaas Johannes Diederichs
- 1978 - 1979 : John Vorster
- 1979 - 1984 : Marais Viljoen
- 1984 - 1989 : Pieter Botha
- 1989 - 1994 : Frederik de Klerk

### Présidents de la République
- 1994 - 1999 : Nelson Mandela
- 1999 - 2008 : Thabo Mbeki
- 2008 - 2009 : Kgalema Motlanthe
- 2009 - 2018 : Jacob Zuma[1]
- 2018 - 2024 : Cyril Ramaphosa
- 2024 - ... : Cyril Ramaphosa

## Pouvoir législatif

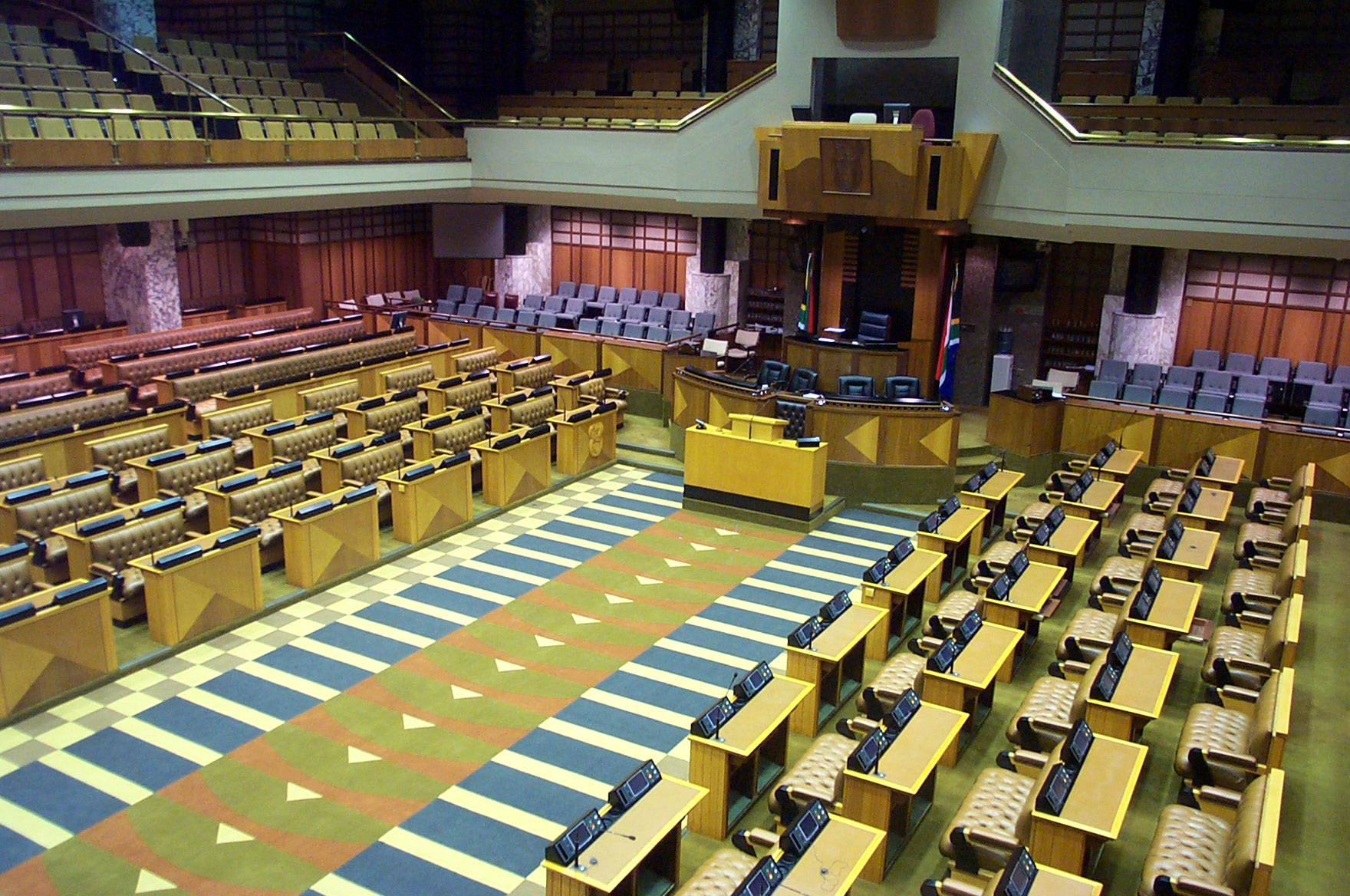
Chambre de l'assemblée nationale d'Afrique du Sud (2007)

La république d'Afrique du Sud, établie en 1961, est une démocratie parlementaire. Le droit de vote n'est pas basé sur le suffrage universel mais est réservé aux seuls Blancs qui élisent leurs représentants dans les conseils municipaux et au parlement.
À la suite du référendum sur la constitution de 1983, un parlement tricaméral est mis en place. Trois chambres parlementaires distinctes sont dorénavant élues par les trois groupes raciaux minoritaires du pays (les Blancs, les Indiens et les Coloured) en proportion de leur population. Chacune de ces trois chambres légifère à la seule intention du groupe racial dont elle est l'émanation, mais, pour les questions d'intérêt national, les décisions sont prises en commun et à la majorité. En pratique, les députés blancs de la chambre de l'assemblée ont toujours le dernier mot. Le but de cette réforme est moins d'offrir aux Métis et aux Indiens une représentation que de tenir les Noirs hors du pouvoir.
Ceux-ci, majoritaires démographiquement, n'ont donc droit à aucune représentation nationale mais peuvent élire leurs conseillers municipaux dans les townships et dans leur bantoustans (Homelands).
Actuellement, le parlement d'Afrique du Sud est composé de deux chambres :
- l'assemblée nationale (400 sièges ; les membres sont élus par un suffrage populaire pour cinq ans). La moitié de ses membres sont choisis sur les listes nationales des partis, l'autre moitié sur les listes des partis des provinces.
- le Conseil national des Provinces (90 sièges, 10 membres élus pour chacune des 9 provinces pour des mandats de cinq ans).

## Pouvoir judiciaire
La justice est indépendante du gouvernement.
Avant 1994, le système judiciaire était calqué sur le système britannique et était dominé par la Cour suprême d'appel (Supreme Court of Appeal of South Africa, compétente en droit commun uniquement).
En 1994, il a été décidé de construire une toute nouvelle cour constitutionnelle, composée de 11 juges, d'origines universitaires ou issus du Barreau, permettant à toute personne, ayant un intérêt à agir, de pouvoir la saisir aux fins d'annulation d'une disposition législative soit par la voie d'action soit par celle d'exception. Elle statue au fond et en dernier ressort.
La prééminence de la Cour constitutionnelle est marquée par la nécessité d'obtenir de sa part la confirmation de toute décision d'une juridiction inférieure invalidant un texte de loi pour donner force exécutoire à l’inconstitutionnalité de celle-ci.
La Cour constitutionnelle peut encore exercer un pouvoir d'injonction afin d'assurer que ses décisions ou les droits reconnus fassent l'objet d'une loi ou prendre des décisions de principe. Ce fut le cas pour la peine de mort en 1995 quand elle annula les textes de la procédure pénale de 1977. En 2001, dans une affaire impliquant un tanzanien transféré par l'Afrique du Sud aux États-Unis où il était poursuivi pour terrorisme, elle se mua en juge international quand elle affirma la prohibition de la peine de mort en matière de crimes relevant d'actes de terrorisme international. En juillet 2005, elle use de son pouvoir d'injonction pour imposer au gouvernement sud-africain le respect constitutionnel du « droit aux soins » pour les victimes du SIDA. En 2006, le mariage homosexuel n'est adopté par le parlement qu'après une injonction de la cour constitutionnelle à la suite de son invalidation de la loi sur le mariage datant de 1961.
La Cour reconnaît également les droits d'origine coutumière aux populations locales pour imposer la restitution de terres appartenant à l'État sud-africain venant aux droits de la Couronne britannique.
De par sa compétence très large, la cour constitutionnelle d'Afrique du Sud constitue un contre-pouvoir qui peut mettre à la charge de l'état sud-africain de véritables obligations de faire que ces derniers doivent respecter.

## Partis politiques
L'Afrique du Sud est une démocratie multipartite depuis sa fondation en 1910 bien que le système politique fut ségrégationniste et inégalitaire jusqu'aux années 1991-1994.
Tout au long de la période 1961-1994, le Parti national (National Party - Nasionale Party) domine la vie politique et tous les dirigeants sud-africains en sont issus. Instigateurs de l'apartheid en 1948, ils sont également les artisans de son abolition sous l'impulsion de Frederik de Klerk.
Si le NP domine la vie politique blanche, il connaît des scissions des éléments les plus extrémistes. Il en subit une première en 1969 avec la fondation du HNP (Parti national reconstitué), quand le Premier ministre John Vorster autorise la venue de joueurs et de spectateurs maoris lors de la tournée de l'équipe de Nouvelle-Zélande de rugby à XV en Afrique du Sud en 1970. Mais la scission la plus importante est celle qui conduit à la création en 1982 du Parti conservateur (Konserwatiewe Party - KP), qui draine une part importante des cadres conservateurs (verkramptes ou crispés). Ces derniers, hostiles aux réformes « libéralisant » l'apartheid, recueillent à leur apogée un tiers des voix blanches.
L'opposition interne à l'apartheid est celle des progressistes issus du Parti uni, qui ne comptent longtemps qu'un seule élue : Helen Suzman. Principalement anglophone, cette opposition ne prend de l'ampleur que dans les années 1970 avant de se faire concurrencer par un NP plus réformiste sous P. W. Botha et surtout sous F. W. de Klerk.
Les premières élections générales multiraciales n'eurent lieu qu'en 1994. Depuis cette date, la vie politique du pays est dominée par l'ANC (57,5 % lors des élections législatives du 8 mai 2019).
L'ancien parti dominant, le parti national, qui avait institué l'apartheid et dominé la vie politique du pays entre 1948 et 1994, a disparu de la scène politique après sa fusion avec l'ANC en 2005.
L'opposition officielle est l'Alliance démocratique (16,7 % des voix), héritière à la fois des anciens partis progressistes parlementaires et de la faction libérale et conservatrice du parti national.
L'extrême droite identitaire (1 %), l'extrême gauche pan-africaine (1 %) et quelques partis ethniques (7 %) ou démocrates-chrétiens complètent le paysage politique.

### Lefloor-crossing
Le floor-crossing était une pratique annuelle qui permettait aux députés et aux conseillers municipaux de changer de parti politique sans perdre leur siège. Elle consistait pour un député à changer d'étiquette politique.
Institué en 2001 par un amendement constitutionnel pour permettre aux membres du Nouveau Parti national de quitter l'Alliance démocratique afin de rejoindre le Congrès national africain (ANC) dans la gestion des exécutifs locaux, elle fut généralisée au niveau national et appliquée en 2003, 2005 et 2007. L'ANC sortait régulièrement vainqueur de cette procédure et renforçait sa majorité. Ainsi, en 2007, le parti au pouvoir gagnait quatre sièges supplémentaires à l'Assemblée nationale du Parlement sud-africain, faisant disparaître de la représentation nationale deux partis minoritaires, qui comptaient respectivement un et deux représentants. Elle a également rallié 53 conseillers municipaux sur les 250 qui avaient changé d'affiliation politique dans tout le pays lui permettant de prendre le contrôle de plusieurs municipalités locales. Cette pratique était cependant dénoncée chaque année par de nombreux Sud-Africains qui considéraient qu'elle n'était pas respectueuse du vote des électeurs.
En janvier 2009, un nouvel amendement constitutionnel signé par le Président Kgalema Motlanthe abrogea finalement le floor-crossing.
Malgré la perte de la majorité en 2024, l'ANC a réussi à conserver le pouvoir grâce à un gouvernement de coalition.